# Kurt Zeunert
Kurt Zeunert est un monteur allemand.

## Biographie
Kurt Zeunert est le fils du monteur Willy Zeunert (de). Il collabore principalement à des comédies.

## Filmographie
- 1954 : Docteur pour femmes
- 1955 : Le 20 Juillet
- 1955 : Du mein stilles Tal
- 1956 : Nacht der Entscheidung
- 1956 : Frucht ohne Liebe
- 1956 : Anastasia, la dernière fille du tsar
- 1956 : Stresemann
- 1956 : Vor Sonnenuntergang
- 1957 : Wie ein Sturmwind
- 1957 : Die Unschuld vom Lande
- 1957 : Kindermädchen für Papa gesucht (de)
- 1957 : Einmal eine große Dame sein
- 1958 : Terminus amour
- 1958 : Les Yeux noirs
- 1958 : La Joyeuse Débandade (de)
- 1958 : Ohne Mutter geht es nicht
- 1958 : Scala – total verrückt (de)
- 1959 : Was eine Frau im Frühling träumt
- 1959 : Grand Hôtel
- 1959 : SOS - Train d'atterrissage bloqué